# Гедвігенког
Гедвігенког (нім. Hedwigenkoog) — сільська громада в Німеччині, розташована в землі Шлезвіг-Гольштейн. Входить до складу району Дітмаршен. Складова частина об'єднання громад Бюзум-Вессельбурен.
Площа — 16,36 км2. Населення становить 208 ос. (станом на 31 грудня 2020).

## Галерея

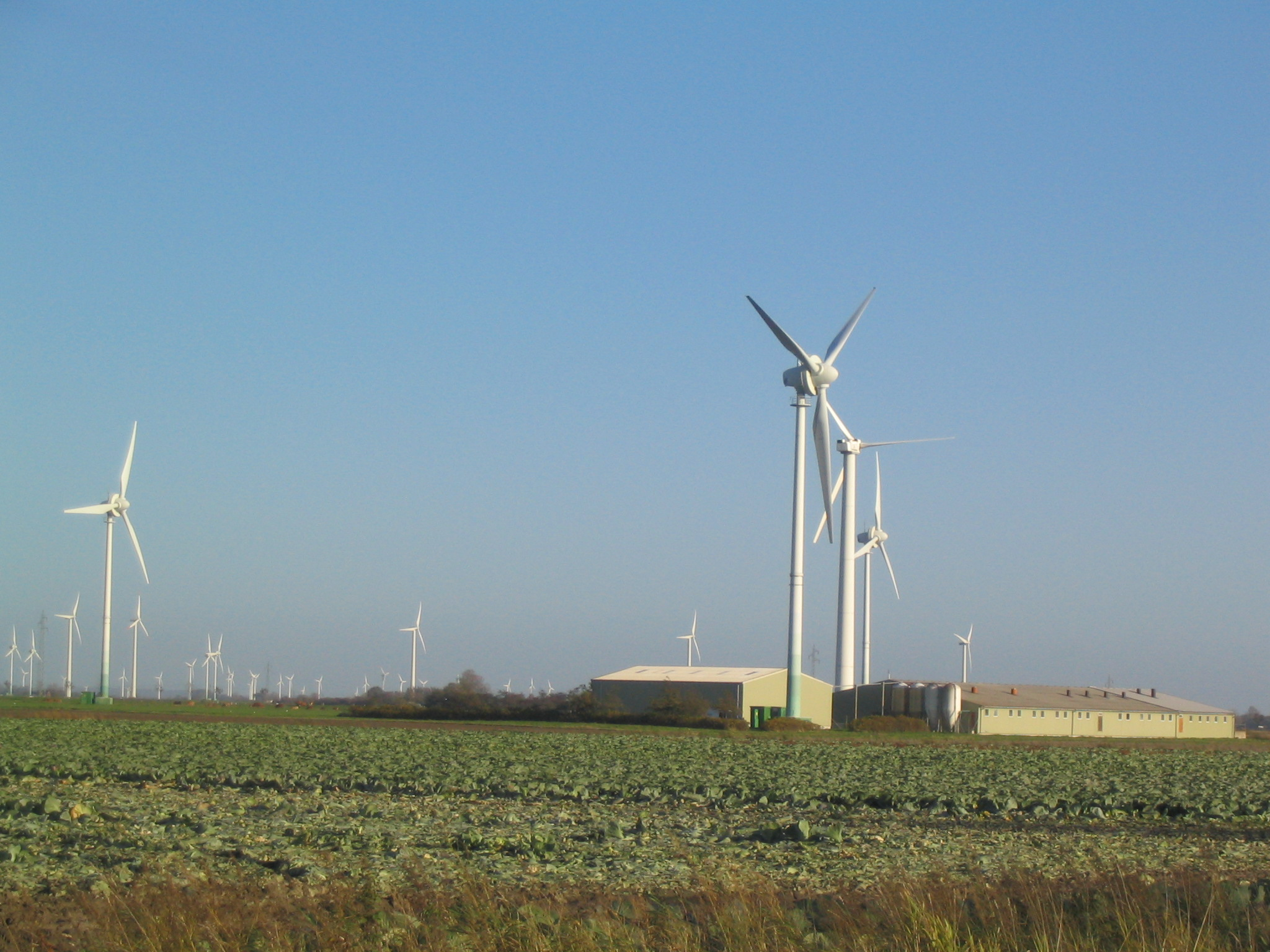